# ミッドランド (ミシガン州)
ミッドランド（英: Midland）は、アメリカ合衆国ミシガン州の都市。ミッドランド郡の郡庁所在地である。人口は4万2547人（2020年）。市域の一部はベイ郡に跨っている。ロウアー半島の中央部に位置している。ミッドランド都市圏の中核である。
2010年、雑誌「フォーブス」から家族を育てるに適した小都市第4位に挙げられた。

## 歴史
1820年代後半までに、ミッドランドはアメリカ毛皮会社の交易基地として設立され、サギノーにあった基地から監督されていた。ここでは会社のエージェントがオジブウェ族インディアンの罠猟師から毛皮を購入していた。デトロイトのカンポ―家が1820年代後半に、独立した交易基地をここで運営していた。
ザ・ダウ・ケミカル・カンパニーは1897年にミッドランドで設立され、その世界本社が今も残っている。ダウ・ケミカルが日本の愛知県半田市に工場を開設したことを通じて、ミッドランド市と半田市は姉妹都市関係を結んでいる。ダウコーニング・コーポレーションとケミカル銀行もミッドランドに本社を置いている。

## 地理
ミッドランド市の領域の大半はミッドランド郡内にあるが、小部分のみベイ郡にも入っている。領域の大半はミッドランド郡区から取られた。

### 地形
アメリカ合衆国国勢調査局に拠れば、市域全面積は35.69平方マイル (92.44 km2)であり、このうち陸地33.70平方マイル (87.28 km2)、水域は1.99平方マイル (5.15 km2)で水域率は5.58%である。
サギノー市、ベイシティ市と共にトリ・シティズを構成しており、都市圏人口は約40万人である。

## 交通
フリーランドに近いMBS国際空港や、フリント市のビショップ国際空港から、定期商業便の利用が可能である。ジャック・バーストウ市民空港は1936年5月30日の開港であり、市が運営する一般用途空港として、民間機の利用ができる。
公共交通のための定期バス便は無い。郡民は政府の後援する機関である「ダイアル・ア・ライド」に前もって電話で市内でのピックアップを予約したり、帰りの便を予約したりすることができる。また「カウンティ・コネクション」は市外に向かう人のための民営公共輸送機関であるが、ミッドランド郡内に留まっている。料金は手頃である。どちらの機関も年長者や少年には割引料金で運用している。
タクシーは限られた数のものが市内で運行されているが、電話での呼び出しが必要である。
- アメリカ国道10号線、ミッドランド市北縁を通る自動車専用道、東のベイシティから、西のクレアやルーディントンを2車線で結ぶ。当初は州間高速道路75号線の一部だった
- アメリカ国道10号線産業環状道路、ミッドランド中心街を通る産業環状線
- ミシガン州道20号線、西はマウントプレザントやビッグラピッズに向かう
- ミシガン州道30号線、近くのサンフォードから北にウェストビーチに向かう
- ミシガン州道47号線、市の東の国道10号線からサギノーとMBS国際空港へ向かう

## 市政府
ミッドランド市は市政委員会・マネジャー方式の政府を採用している。市政委員会5人の委員で構成され、それぞれ小選挙区から各1人が選出される。任期は2年間で、奇数年に選挙が行われる。市長と市長代行は市政委員の中から互選で選ばれる。市政委員会は市マネジャーと市検察官を指名し、委員会の意思に従って行動させる。連邦政府下院ではミシガン州第4選挙区に入っており、2016年時点では共和党を選出している。

## 人口動態

### 2010年国勢調査
以下は2010年国勢調査による人口統計データである。
| 基礎データ - 人口: 41,863 人 - 世帯数: 17,506 世帯 - 家族数: 10,766 家族 - 人口密度: 479.6人/km2（1,242.2人/mi2） - 住居数: 18,578 軒 - 住居密度: 479.6軒/km2（551.3 軒/mi2） 人種別人口構成 - 白人: 92.0% - アフリカン・アメリカン: 2.0% - ネイティブ・アメリカン: 0.3% - アジア人: 3.3% - 太平洋諸島系: 0.1% - その他の人種: 0.5% - 混血: 1.8% - ヒスパニック・ラテン系: 2.4% | 年齢別人口構成 - 18歳未満: 23.4% - 18-24歳: 11.1% - 25-44歳: 23.8% - 45-64歳: 26.2% - 65歳以上: 15.6% - 年齢の中央値: 38歳 - 性比（女性100人あたり男性の人口） - 総人口: 92.7 世帯と家族（対世帯数） - 18歳未満の子供がいる: 30.4% - 結婚・同居している夫婦: 48.1% - 未婚・離婚・死別女性が世帯主: 9.8% - 非家族世帯: 38.5% - 単身世帯: 31.8% - 65歳以上の老人1人暮らし: 12.8% - 平均構成人数 - 世帯: 2.33人 - 家族: 2.94人 |

### 2000年国勢調査
以下は2000年国勢調査による人口統計データである。
| 基礎データ - 人口: 41,685 人 - 世帯数: 16,743 世帯 - 家族数: 11,000 家族 - 人口密度: 484.5人/km2（1,254.9 人/mi2） - 住居数: 17,773 軒 - 住居密度: 206.6軒/km2（535.0 軒/mi2） 人種別人口構成 - 白人: 93.38% - アフリカン・アメリカン: 1.82% - ネイティブ・アメリカン: 0.29% - アジア人: 2.69% - 太平洋諸島系: 0.06% - その他の人種: 0.57% - 混血: 1.19% - ヒスパニック・ラテン系: 1.92% | 年齢別人口構成 - 18歳未満: 25.9% - 18-24歳: 10.2% - 25-44歳: 27.9% - 45-64歳: 22.2% - 65歳以上: 13.9% - 年齢の中央値: 36歳 - 性比（女性100人あたり男性の人口） - 総人口: 92.0 - 18歳以上: 88.1 世帯と家族（対世帯数） - 18歳未満の子供がいる: 33.2% - 結婚・同居している夫婦: 54.4% - 未婚・離婚・死別女性が世帯主: 8.7% - 非家族世帯: 34.3% - 単身世帯: 28.6% - 65歳以上の老人1人暮らし: 11.4% - 平均構成人数 - 世帯: 2.42人 - 家族: 3.00人 | 収入と家計 - 収入の中央値 - 世帯: 48,444米ドル - 家族: 64,949米ドル - 性別 - 男性: 53,208米ドル - 女性: 31,098米ドル - 人口1人あたり収入: 26,818米ドル - 貧困線以下 - 対人口: 8.8% - 対家族数: 5.5% - 18歳未満: 9.5% - 65歳以上: 7.2% |

## 気候
| ミッドランドの気候     | ミッドランドの気候 | ミッドランドの気候 | ミッドランドの気候 | ミッドランドの気候 | ミッドランドの気候 | ミッドランドの気候 | ミッドランドの気候 | ミッドランドの気候 | ミッドランドの気候 | ミッドランドの気候 | ミッドランドの気候 | ミッドランドの気候 | ミッドランドの気候 |
| 月                     | 1月                | 2月                | 3月                | 4月                | 5月                | 6月                | 7月                | 8月                | 9月                | 10月               | 11月               | 12月               | 年                 |
| ---------------------- | ------------------ | ------------------ | ------------------ | ------------------ | ------------------ | ------------------ | ------------------ | ------------------ | ------------------ | ------------------ | ------------------ | ------------------ | ------------------ |
| 最高気温記録 °F （°C） | 61 (16)            | 65 (18)            | 79 (26)            | 91 (33)            | 95 (35)            | 104 (40)           | 106 (41)           | 104 (40)           | 98 (37)            | 89 (32)            | 79 (26)            | 64 (18)            | 106 (41)           |
| 平均最高気温 °F （°C） | 31 (−1)            | 32 (0)             | 42 (6)             | 57 (14)            | 70 (21)            | 80 (27)            | 85 (29)            | 82 (28)            | 75 (24)            | 63 (17)            | 47 (8)             | 34 (1)             | 58.2 (14.5)        |
| 平均最低気温 °F （°C） | 16 (−9)            | 14 (−10)           | 23 (−5)            | 35 (2)             | 46 (8)             | 55 (13)            | 59 (15)            | 57 (14)            | 51 (11)            | 40 (4)             | 31 (−1)            | 20 (−7)            | 37.3 (2.9)         |
| 最低気温記録 °F （°C） | −24 (−31)          | −30 (−34)          | −20 (−29)          | 5 (−15)            | 23 (−5)            | 24 (−4)            | 38 (3)             | 32 (0)             | 26 (−3)            | 17 (−8)            | 1 (−17)            | −16 (−27)          | −30 (−34)          |
| 降水量 inch （mm）     | 1.6 (41)           | 1.5 (38)           | 1.9 (48)           | 2.3 (58)           | 3.1 (79)           | 2.7 (69)           | 2.5 (64)           | 2.7 (69)           | 2.8 (71)           | 2.5 (64)           | 2.1 (53)           | 1.7 (43)           | 27.4 (696)         |
| 出典：Weatherbase      |                    |                    |                    |                    |                    |                    |                    |                    |                    |                    |                    |                    |                    |

## 教育
- ミッドランド公共教育学区
- ミッドランド先進および創造的研究のアカデミー – 幼稚園から12年生、カレッジ準備まで[18]
- ブロック・クリーク公共教育学区
- ダベンポート大学
- ミシガン州立大学（研究施設）
- ノースウッド大学
- デルタ・カレッジ・ミッドランド・センター (DCMC)
- ロス医学教育センター
- 中等教育機関
  - 教育・訓練コネクション (ETC)
  - ウィンドーバー高校

## 見どころ

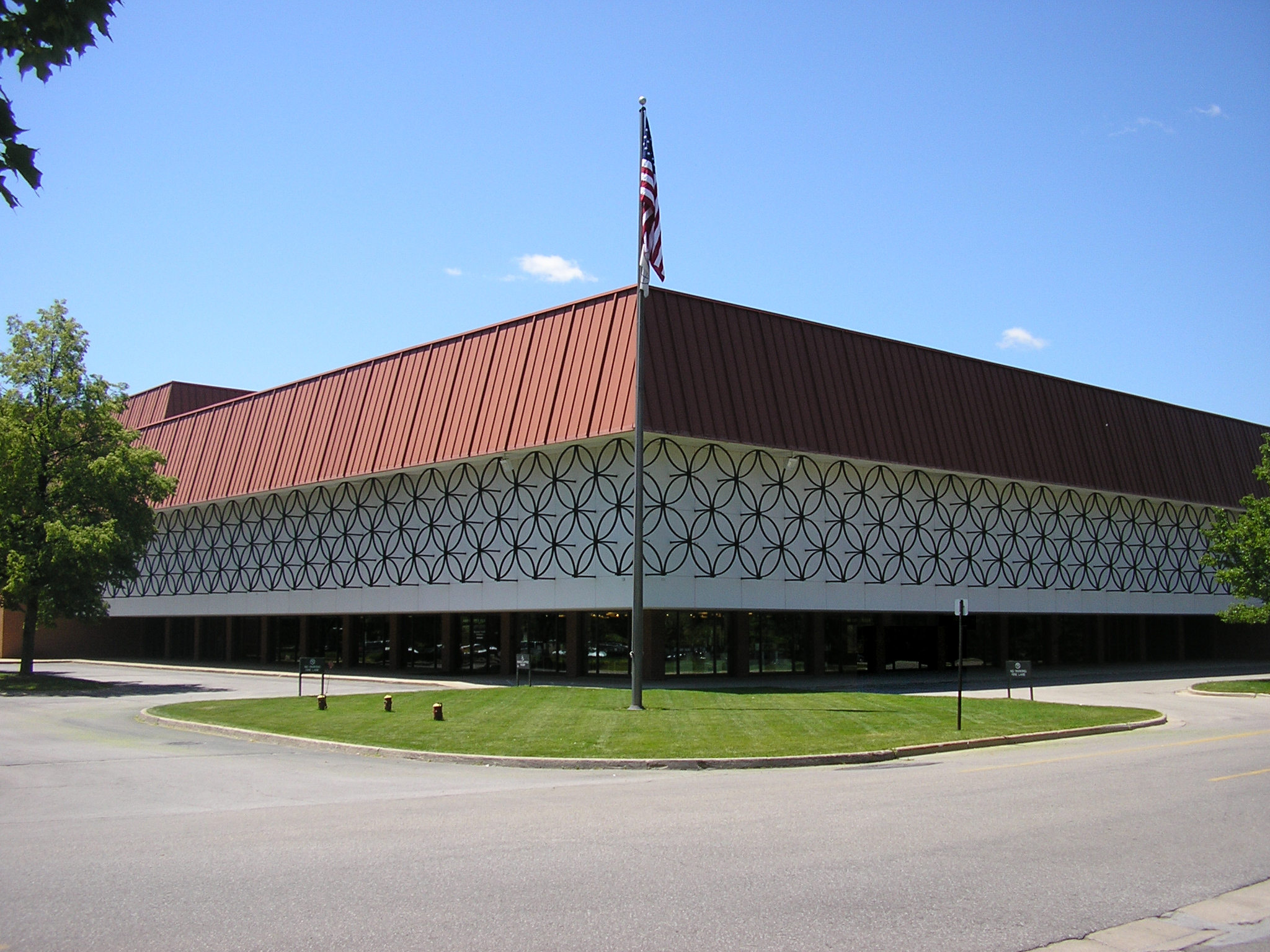
ミッドランド芸術センター

ミッドランドは音楽から演劇まで、科学から芸術まで幅広い分野で、多くの文化的な機会が得られる。ミッドランド芸術センターは、オールデン・B・ダウ科学芸術博物館で、科学、芸術と技術における実際に体験できる展示を行っている。400席から1,500席の観衆に対応できる最新式の公会堂が2つあり、ミッドランド交響楽団の演奏やセンターステージ劇団の演劇、MATRIXのプロの演技など様々なものを楽しめる。
ミッドランド郡歴史協会遺産公園では、様々な道を通ってミッドランド郡の歴史を探索する機会を提供している。ハーバーと・D・ドーン・ミッドランド郡歴史センターには、研究図書館、ギフトショップ、対話型のドロシー・ダウ・アーベリー・ミッドランド郡歴史ギャラリーがあり、ミッドランド郡史を探検できる体験型展示がある。遺産公園にはハーバート・H・ダウ歴史博物館があり、ハーバート・H・ダウがミッドランドに設立したダウ・ケミカル社の歴史と成長を探索できる。その敷地にはブラッドリー邸博物館と馬車庫もある。ベンジャミン・F・ブラッドリーが1874年に建てたこの家屋は、当時の家屋の内装や家具を見せてくれる。馬車庫には橇と馬車の膨大な収集があり、ミシガン州中央部では最大の現役鍛冶屋がある。
ミッドランド市の公園は72あり、総面積は3,000エーカー (12 km2) を超える。そのうち7つは「地域公園」に分類され、通常は200エーカー (0.8 km2) 以上である。さらに7つは「コミュニティ公園」と見なされ、通常は15エーカー (60,000 m2) 以上である。「地区公園」は19あり、5ないし10エーカー (20,000 - 40,000 m2) であり、住宅地区のなかにある。さらに36個の「ミニ公園」は大半が1エーカー (4,000 m2) 未満である。その他に市が所有する土地には、歩道、「受動的レクリエーション」を意図された未開地域、ウォーターフロント地域、保護された自然地域がある。
あらゆる技能レベルにあるスケーターは新しい107,000平方フィート (9,900 m2) のシビック・アリーナが使える。ここにはNHLサイズのリンクが2面、オリンピックサイズのリンクが1面ある。ストラットフォード公園には自転車モトクロスのトラックがある。ミッドランド中心街は、2005年クール・シティズ助成金を獲得した。これは中心街を活性化するための草の根、ボランティアが基本の訓練プログラムであり、家族向けの食事、シッピング、娯楽を提供している。
ウォーカー、ジョガー、自転車乗り、スケーターは、ペレ・マルケット・レイルトレイルを利用できる。これは隣のクレア市まで延長30マイル (48 km) のアスファルト舗装道路である。ミッドランド郡の自然歩道体系は拡張を続けており、近年ではチッペワ・トレイルを付加して、ペレ・マルケット・トレイルに繋いだ。チッペワ・トレイルはチッペワ自然センターで終わっている。ここには1,000エーカー (4 km2) 以上の落葉樹と針葉樹の森、川、池、湿地（沼、湿原、泥沼、など）と高台の草原がある。
レクリエーション複合地には2つのゴルフコース、ミッドランド・コミュニティ・センター（複数の水泳プールとエクササイズ施設）、ウェストミッドランド・ファミリー・センター、ノースミッドランド・ファミリー・センター、ミッドランド・ジムナスティックス訓練センター、ミッドランド・コミュニティ・テニス・センター、ミッドランド・カーリング・センターもある。
ミッドランドのダウ庭園には、100エーカー (400,000 m2) の花と野菜の庭園に樹木園もある。これらはハーバート・H・ダウ家の庭園だったものであり、一般公開されている。さらにオールデン・B・ダウ邸とスタジオは、このランドマーク的建築と影響力ある様式についてツアーを行っている。オールデン・B・ダウはミッドランドの公共図書館を設計し、その母にちなんでグレイス・A・ダウ記念図書館と名付けた。
ミッドランド郡全体で100か所以上の礼拝所があり、様々な会派と建築様式のものがある。ミッドランドは「美しい教会の都市」というニックネームがある。ミッドランドのボランティア・センターは毎年2,000人にのぼるボランティアを募集しており、ユナイテッド・ウェイ・オブ・ミッドランド・カウンティが、25の市民組織を支えている。

### 著名な場所のリスト
- オールデン・B・ダウ邸とスタジオ
- チッペワ自然センタ
- ダリア・ヒル
- ダウ・ケミカル本社
- ダウコーニング本社
- ダウコーニング・ミッドランド工場

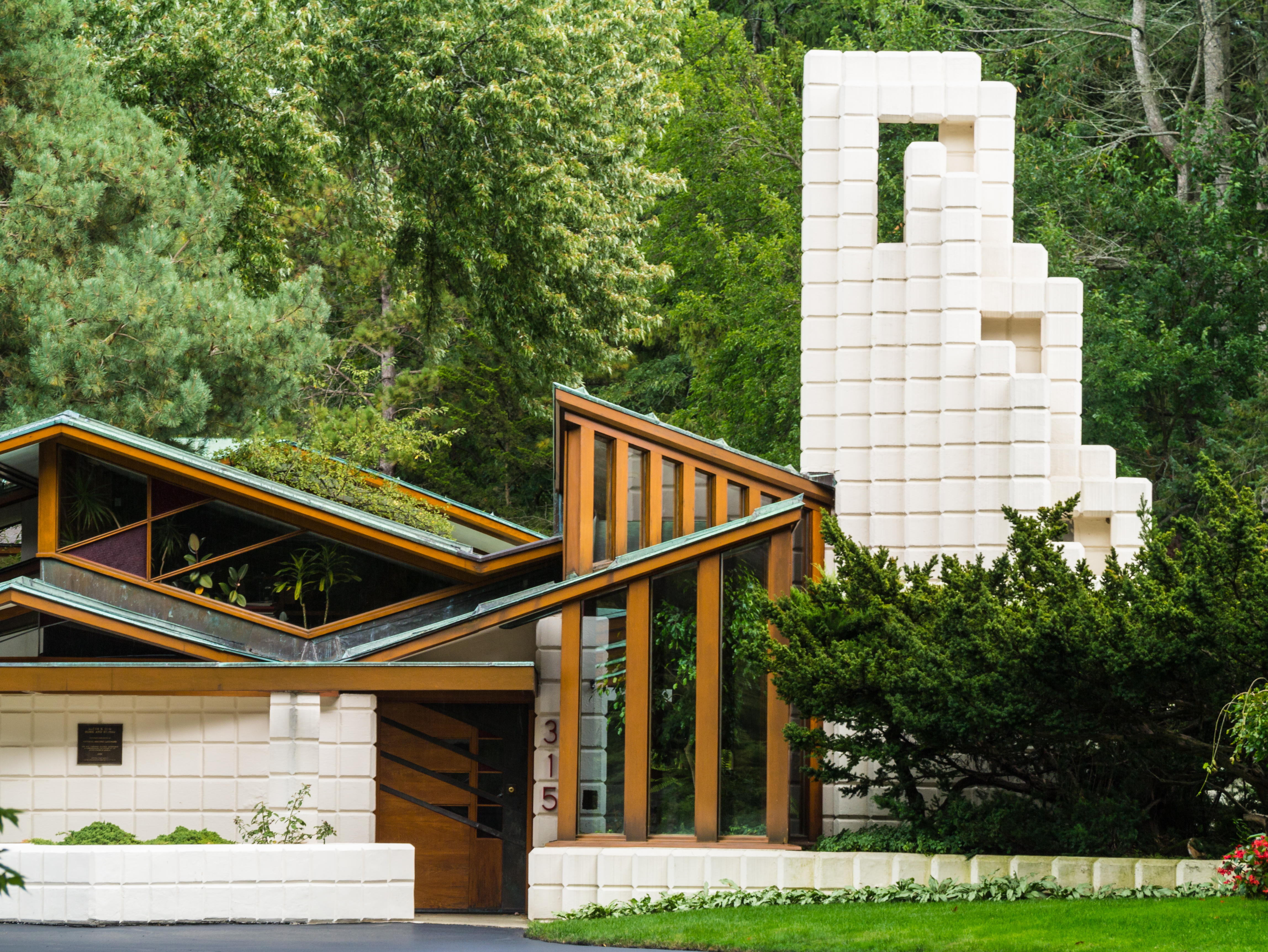
オールデン・B・ダウ邸とスタジオ

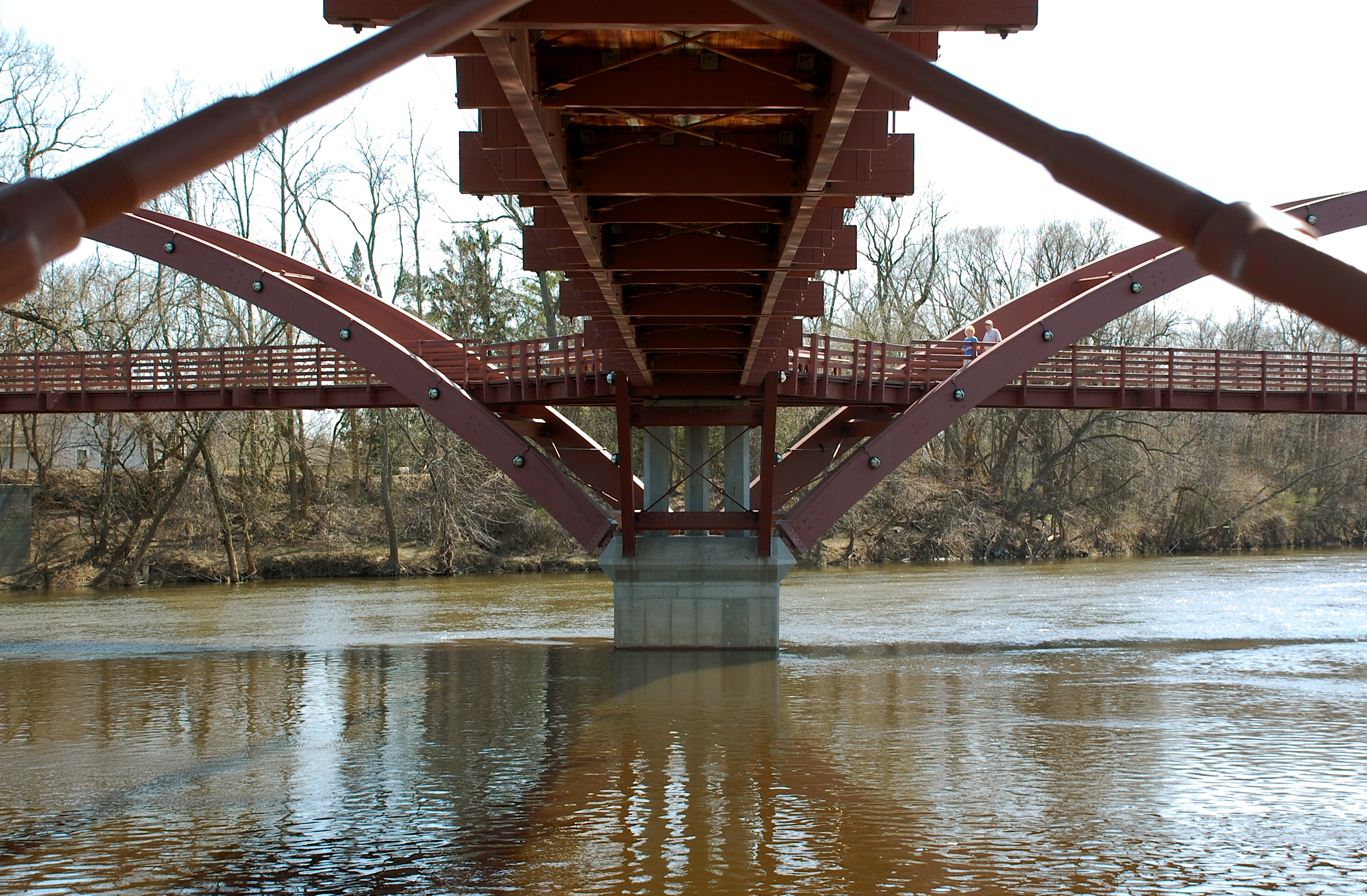
ザ・トリッジ

- ダウ・ダイアモンド、グレートレイクス・ルーンズの本拠地球場、ロサンゼルス・ドジャース傘下のAクラスマイナーチーム
- ダウ庭園
- グレイス・A・ダウ記念図書館
- ハーバート・H・ダウ邸
- ミッドランド芸術センター[22]
- ミッドランド・シビック・アリーナ、1,000席の屋内アリーナ
- ミッドランド・コミュニティ・センター
- ミッドランド・コミュニティ・スタジアム
- ミッドランド・コミュニティ・テニス・センター[23][24]
- ペレ・マルケット・レイルトレイル
- ザ・トリッジ、ティッタバワシー川とチッペワ川に架かる3方向歩道橋[25]

## 小売
市内の主要ショッピング地区は市内北部、アメリカ国道10号線に近いイーストマン・アベニュー沿いにある。郊外型大規模店が幾つかあり、またミッドランド・モールには旗艦店として、バーンズ・アンド・ノーブル、J.C.ペニー、ターゲット・コーポレーション、ヨンカーズ、ダナムズ、シアーズが入っている。メインストリート沿いに中心街があり、レストラン、アーティストの生協、地元小売店がある。

## インフラ

### 電力
1967年7月3日、合衆国原子力委員会は、ダウ・ケミカル社に対して 100kW までの操業ライセンスを発行した。3日後、同社ははじめて、研究用原子炉内の核分裂反応を臨界状態に置くことに成功した。同社は、この原子炉の出力を300kWにまで増加させる操業ライセンスを1989年に得た。この原子炉は2011年現在も運転を続けている。
1968年にコンシューマーズ電力社がミッドランドにおいて原子力発電所の建設を始めたが、この原発の受け取り予定者はダウ・ケミカル社が主に想定されていた。建設開始当初は、プロジェクトの予算は2億5,700万ドルであり、完成は1972年が予定されていた。ところが、現場で複数の問題が起きたため、行程が何年も遅れて費用も嵩んだ。1979年、スリーマイル島原子力発電所事故が発生し、原子力規制条項が大きく変わり、システムの再設計が求められた。原子炉格納建屋が沈下し、基礎にクラックが発見されたことが明かされると、ダウ・ケミカル社はコンシューマーズ電力との契約を破棄し、1984年には計画そのものが打ち切られた。コンシューマーズ電力社は、それまでに41億ドルの投資を行っていたため、危うく破産するところであったが、建設中途で放棄された原発を、天然ガスを燃焼することでタービンを回すタイプの火力発電所に転換するため、1985年に7社から資本を得て合資会社（ミッドランド・コージェネレーション・ベンチャー）を設立した。転換工事は1986年に始まり、5億ドルを掛けて工事は完成した。ミッドランド・コージェネレーション・ベンチャー社は、1991年に発電を開始し、その成功でコンシューマーズ電力は信用を取り戻した。この発電所は現在、ミシガン州ロウアー半島で消費される電力の10%を発電している。

## 歴史標識

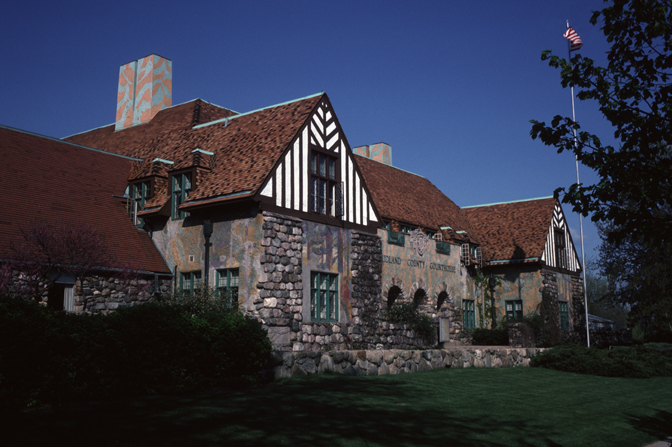
ミッドランド郡庁舎

市内にはミシガン州に認定された歴史標識が4か所にある。
- ジョンとアルミラ・ケリーの邸宅
- ミッドランド郡庁舎
- 製塩業発祥の地 / 州立塩井第1号
- アッパーブリッジ

## 表彰
ミッドランド市はその事業に優しい態度と高い生活の質故に、全国レベルの認知を繰り返し受けてきた。以下のその主なものである
- 人口20万人以下の都市圏で経済成長10傑中第3位。雑誌「ビジネス・ファシリティズ」[32]、2010年夏
- 代替エネルギー指導者10傑中第3位。雑誌「ビジネス・ファシリティズ」[32]、2010年夏
- 起業家を育てる最善コミュニティ、ファイブスター受賞（2010年）、トップ受賞（2009年）、ミシガン大学ディアボーン・eシティーズ・イニシャティブ
- 家族を育てるための最良小都市第4位。雑誌フォーブス[33]、2010年秋
- アメリカで最良のテニス町。アメリカ合衆国テニス協会、2009年
- 若者にとって最良のコミュニティ100傑。アメリカズ・プロミス財団、2009年、2008年
- 競合を見張るミシガン州の会社: 2006年から2009年小事業勝者15社。ミシガン州小事業と技術開発センターおよびエドワード・ロウ財団
- 全米保険犯罪局が検査したアメリカ合衆国の大都市圏480か所の中で、ミッドランド小都市圏は自動車泥棒の発生率が3番目に低かった[34]

## 著名な出身者
- テリー・コリンズ、メジャーリーグベースボール監督、オリックス・バファローズ、ニューヨーク・メッツ他
- マイキー・"バッグ"・コックス、ドラマー、ニューメタル・バンドのコール・チェンバー
- メレディス・マグラス、女子プロテニス選手、1995年の全米オープン混合ダブルス部門で優勝
- スティーブ・シェリー、ドラマー、オルタナティヴ・ロックのソニック・ユース
- シェリル・ステューダー、声楽家、ソプラノ

## スポーツ
ミッドランド市内には多くのレクリエーション・スポーツ施設や団体がある。シビック・アイスアリーナにはNHLのリンクが2面、オリンピックのリンクが1面あり、中心街のスケート公園、ミッドランド・テニス・センターには32面のコートがある。テニス・センターではUSTA（アメリカ合衆国テニス協会）のプロサーキット試合があり、USTAは2009年にアメリカの最良のテニスの町にミッドランドを指定した。
ミッドランドは下記のプロスポーツ・チームが本拠地にしている。
| クラブ名                   | スポーツ | 所属リーグ                                 | 試合会場                 | ロゴ |
| グレートレイクス・ルーンズ | 野球     | ミッドウェストリーグ                       | ダウ・ダイアモンド       |      |
| トリシティ・バーバリアンズ | ラグビー | ミシガン・ラグビー・フットボール・ユニオン | セントチャールズ・パーク |      |

## メディア
ミッドランド・コミュニティ・テレビジョン・ネットワークは、ミッドランドの公共、政府、教育アクセス・ケーブルテレビのチャンネルグループである。ミッドランドの唯一のテレビ局として、ミッドランド地域の住民と組織に、テレビというメディアを使い、情報を送り、対話し、教育し、娯楽を与える機会を提供している。同ネットワークは市とその外郭地域の住民に、チャーター・ケーブル、AT&T U・バースを通じて市のサービスを提供し、オンラインのビデオ・オン・デマンドを提供している。チャーター・コミュニケーションズとAT&Tが公共の通行権の使用に対して支払う、ビデオ・サービス・プロバイダーのフランチャイズ料によって運営されている。フランチャイズ料はビデオサービス利用料の小さな比率を積み重ねたものである。同ネットワークは非営利、非商業の組織であり、ミッドランド市と郡の住民にオープンとされている。
ミッドランドで免許を取得したFMラジオ局が2つあり、トリシティズ（サギノー、ベイシティ、ミッドランド）地域に放送を送っている。WKQZは 93.3MHz FM であり、シタデル・ブロードキャスティングが所有している。WUGNは 99.7MHz FM であり、ファミリー・ライフ・コミュニケーションズが所有している。
WMPXは 1490kHz AM ラジオ局であり、地元のスティール・ブロードキャスティングが所有している。ビーバートンに同時放送のFM局 WMRX 97.7MHz を持っている。近隣のホワイトスターにある WEJC はランシングを本拠地にする「スマイルFM・ミシガン・ラジオ・ネットワーク」のネットワークの系列である。コールマンの WPRJ は「ザ・フューズ」と呼ばれる。グラッドウィンにも WGDN がある。
ミッドランドは、サギノー、ベイシティ、フリント、マウントプレザント、ホウトンレイクからのラジオやテレビ放送を受信できる。
ミッドランドの主要日刊紙は「ミッドランド・デイリー・ニューズ」である。

## 姉妹都市･提携都市
- 半田市（日本国 愛知県）
  - 1981年（昭和56年）6月5日 姉妹都市提携[37]